# Ryan Johnson (narciarz)
Ryan Johnson (ur. 13 września 1974 w Mississauga) – kanadyjski narciarz, specjalista narciarstwa dowolnego. Najlepszy wynik na mistrzostwach świata osiągnął podczas mistrzostw w Iizuna, gdzie zajął 13. miejsce w jeździe po muldach. Zajmował także 7. miejsce w tej samej konkurencji na igrzyskach olimpijskich w Nagano i igrzyskach olimpijskich w Salt Lake City. Najlepsze wyniki w Pucharze Świata osiągnął w sezonie 1998/1999, kiedy to zajął 17. miejsce w klasyfikacji generalnej, a w klasyfikacji jazdy po muldach był siódmy.
W 2002 r. zakończył karierę.

## Osiągnięcia

### Igrzyska olimpijskie
| Miejsce | Dzień     | Rok  | Miejscowość    | Konkurencja      | Zwycięzca     |
| ------- | --------- | ---- | -------------- | ---------------- | ------------- |
| 7.      | 11 lutego | 1998 | Nagano         | Jazda po muldach | Jonny Moseley |
| 7.      | 12 lutego | 2002 | Salt Lake City | Jazda po muldach | Janne Lahtela |

### Mistrzostwa świata
| Miejsce | Dzień       | Rok  | Miejscowość | Konkurencja      | Zwycięzca         |
| ------- | ----------- | ---- | ----------- | ---------------- | ----------------- |
| 13.     | 8 lutego    | 1997 | Iizuna      | Jazda po muldach | Jean-Luc Brassard |
| 28.     | 10 marca    | 1999 | Meiringen   | Jazda po muldach | Janne Lahtela     |
| 16.     | 19 stycznia | 2001 | Whistler    | Jazda po muldach | Mikko Ronkainen   |

### Puchar Świata

#### Miejsca w klasyfikacji generalnej
- sezon 1995/1996: 70.
- sezon 1996/1997: 29.
- sezon 1997/1998: 75.
- sezon 1998/1999: 17.
- sezon 1999/2000: -
- sezon 2000/2001: 38.
- sezon 2001/2002: 42.

#### Miejsca na podium
1. Tignes – 6 grudnia 1996 (Jazda po muldach) – 3. miejsce
2. Breckenridge – 24 stycznia 1997 (Jazda po muldach) – 1. miejsce
3. Inawashiro – 17 lutego 1999 (Jazda po muldach) – 1. miejsce
4. Saint-Lary – 11 stycznia 2002 (Jazda po muldach) – 3. miejsce
5. Madarao – 9 marca 2002 (Muldy podwójne) – 1. miejsce

- W sumie 3 zwycięstwa i 2 trzecie miejsca.